# Авария Boeing 727 в Таллахасси
Авария Boeing 727 в Таллахасси — авиационная авария, произошедшая утром 26 июля 2002 года. Грузовой самолёт Boeing 727-232F-Advanced авиакомпании FedEx выполнял плановый рейс FDX1478 по маршруту Мемфис—Таллахасси, но при посадке в пункте назначения зацепил деревья и рухнул на землю недалеко от аэропорта Таллахасси. Все находившиеся на его борту 3 члена экипажа выжили.

## Самолёт

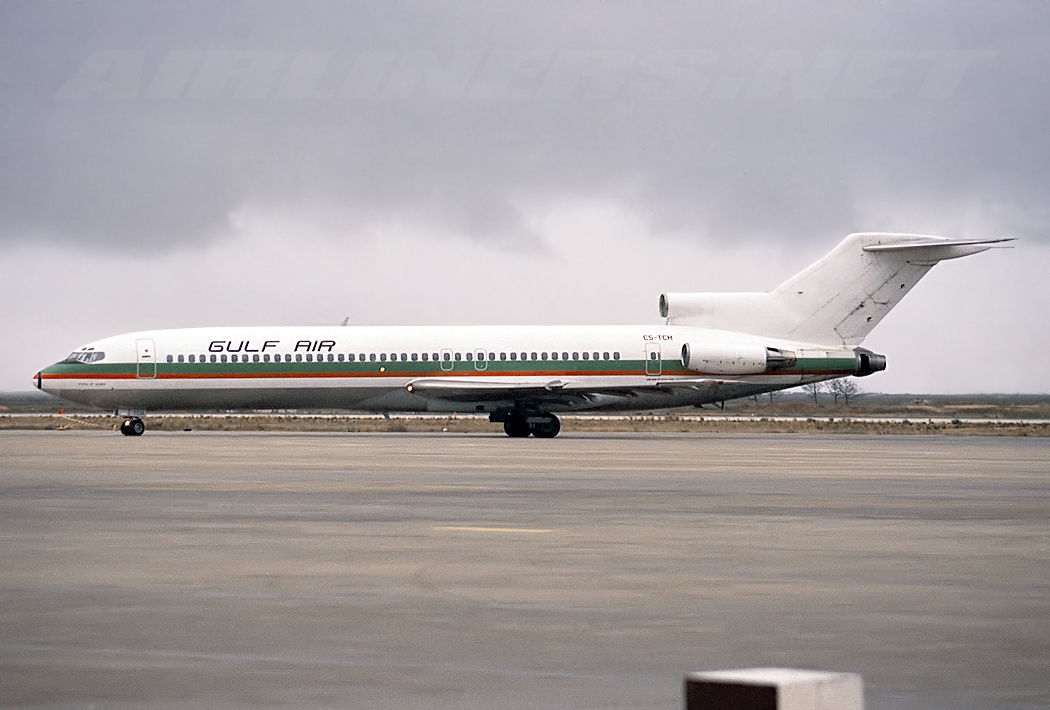
Разбившийся самолёт в 1987 году (в период эксплуатации в Gulf Air Transport)

Boeing 727-232-Advanced (регистрационный номер N497FE, заводской 20866, серийный 1067) был выпущен в 1974 году (первый полёт совершил 3 сентября). 13 сентября того же года был передан авиакомпании Delta Air Lines (борт N486DA). 2 декабря 1986 года был куплен авиакомпанией FedEx; от неё сдавался в лизинг авиакомпаниям:
- TAP Air Portugal (с 12 декабря 1986 года по 15 марта 1987 года),
- Air Atlantis (с 15 марта по декабрь 1987 года)
- Gulf Air Transport (с декабря 1987 года по 13 декабря 1989 года; во всех летал под бортовым номером CS-TCH и именем Ponta de Sagres).

13 декабря 1989 года вернулся в авиакомпанию FedEx и был переделан из пассажирского в грузовой (727-232F). Оснащён тремя турбореактивными двигателями Pratt & Whitney JT8D-15. На день аварии совершил 23 195 циклов «взлёт-посадка» и налетал 37 980 часов.

## Экипаж
Состав экипажа рейса FDX1478 был таким:
- Командир воздушного судна (КВС) — 55-летний Уильям Уолш (англ. William Walsh). Очень опытный пилот, проработал в авиакомпании FedEx 13 лет и 3 месяца (с 10 апреля 1989 года). Управлял самолётами Cessna 500 Canadair CL-600. В должности командира Boeing 727 — с 17 июня 2002 года (до этого управлял им в качестве бортинженера и второго пилота). Налетал свыше 13 000 часов, 2754 из них на Boeing 727 (861 из них в качестве КВС).
- Второй пилот — 44-летний Уильям Фрай (англ. William Frye). Опытный пилот, проработал в авиакомпании FedEx 4 года и 7 месяцев (с 29 октября 1997 года). В должности второго пилота Boeing 727 — с 9 октября 2001 года (до этого управлял им в качестве бортинженера). Налетал свыше 7500 часов, 1983 из них на Boeing 727 (526 из них в качестве второго пилота).
- Бортинженер — 33-летний Дэвид Мендес (англ. David Mendez). Проработал в авиакомпании FedEx 10 месяцев (с 3 сентября 2001 года). В должности бортинженера Boeing 727 — с 8 июля 2002 года. Налетал свыше 2600 часов, 346 из них на Boeing 727.

## Хронология событий

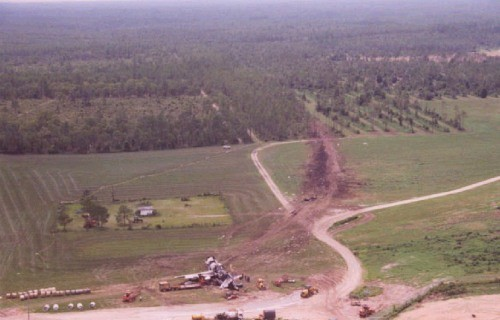
Место аварии

## Расследование
Расследование причин аварии рейса FDX1478 проводил Национальный совет по безопасности на транспорте (NTSB).
Окончательный отчёт расследования был опубликован в июне 2004 года.